# 연습곡 Op. 25, 11번 (쇼팽)

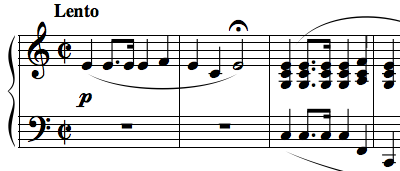
쇼팽 연습곡 Op. 25의 11번의 처음 3마디

쇼팽의 연습곡 Op. 25, 11번(Étude Op. 25, No. 11)은 프레데리크 쇼팽이 1836년에 작곡한 곡으로 가단조의 조성을 띠고 있다. 이 곡은 작품번호 제25번의 나머지 11곡과 함께 1837년에 프랑스, 독일과 영국 등지에서 첫 출판되었다. 느린 처음의 네 마디는 출판되기 직전에 한 친구의 조언으로 추가되었고 곡 전체는 일명 '겨울 바람' (Winter Wind)으로도 널리 알려져 있다. 손의 유연성, 지구력, 그리고 피아노 학습에 있어서 필수적인 요소들을 다룬다. 특히 오른손은 민첩성, 왼손은 유연성을 향상시키는 연습이 되며 주멜로디는 왼손으로 연주되고 오른손은 장대한 음역을 넘나드는 아르페지오와 16분음표로 이루어져 있어 난이도가 어렵다.